# Steffen Baumgart
Steffen Baumgart (* 5. Januar 1972 in Rostock) ist ein deutscher Fußballtrainer und ehemaliger ‑spieler. Er ist seit Januar 2025 Cheftrainer des 1. FC Union Berlin, für den er bereits von 2002 bis 2004 als Spieler aktiv war.

## Leben
Baumgart stammt aus einer sportaffinen Familie, sein Vater war Handballtorwart beim SC Empor Rostock; auch sein Großvater spielte Handball. Nach dem Schulabgang in der 10. Klasse mit 16 Jahren absolvierte er eine zweijährige Ausbildung als Instandhaltungsmechaniker. Anschließend ging er zunächst kurzzeitig zur Transportpolizei am Schweriner Hauptbahnhof, danach zur Bereitschaftspolizei der Volkspolizei. Da er befürchtete, die professionellen Strukturen im Spitzenfußball der ehemaligen DDR würden nach der Wende wegbrechen, nahm er ein Angebot der SpVg Aurich an. Als einer von elf Neuzugängen aus der ehemaligen DDR, darunter Jens Leonhardt, Torsten Peplow und Michael Schulz, spielte er in Niedersachsen als Vertragsamateur in der Verbandsliga Niedersachsen und machte gleichzeitig im „Autohaus am Deich“ eine Ausbildung zum Kfz-Mechaniker. Darüber hinaus stellte ihm der Verein eine Wohnung sowie einen Dienstwagen und besorgte auch seiner damaligen Freundin, die ihn begleitet hatte, einen Job im Autohaus. Nach seiner Ausbildung arbeitete er im Autohaus auch im Verkauf und verkaufte nebenbei Sportschuhe.
Über seine Kindheit in der DDR sagte Baumgart in einem Interview mit der SZ: „Ich habe gerne in der DDR gelebt. Ich bin sehr behütet aufgewachsen, ich hatte alles, was ich brauche. Ich habe mich nie eingesperrt gefühlt. Natürlich hat man vieles über die DDR erst im Nachhinein erfahren, damals war ich dafür zu jung. Aber was mir in der DDR widerfahren ist, das war alles positiv. Auch wir sind mit Dingen kritisch umgegangen. Und ich habe von meinen Eltern gelernt, dass man klar und ehrlich sein muss. Das war ich immer im Leben, und das war nicht immer zu meinem Vorteil.“

## Karriere als Spieler
Baumgart begann seine Vereinslaufbahn im Alter von acht Jahren in seiner Heimatstadt bei der SG Dynamo Rostock-Mitte. Zunächst war er als Torwart aktiv, rückte dann jedoch als Vierzehnjähriger auf eine Feldspielerposition, nachdem eine Handwurzelmessung ergeben hatte, dass er höchstens auf 160 cm anwachsen würde; als Erwachsener maß der Rostocker dann letztendlich 1,78 m. Schon als D-Jugendlicher hätte Baumgart die Möglichkeit gehabt, zum BFC Dynamo zu wechseln. Der DDR-Rekordmeister war bekannt für seine erfolgreiche Jugendarbeit und hatte zuvor bereits spätere Profis und Nationalspieler wie Andreas Thom, Frank Rohde, Rainer Ernst oder Bernd Schulz ausgebildet. Baumgarts Vater machte jedoch die Zeit von der D- bis zur B-Jugend als die wichtigste in der Entwicklung eines Jungen aus und riet seinem Sohn zu einem Verbleib in seinem gewohnten Umfeld.
Von 1988 bis 1991 spielte Baumgart dann bei der SG Dynamo Schwerin. Mit den Schwerinern erreichte er das Finale des FDGB-Pokals gegen Dynamo Dresden, verlor aber mit seinen Mannschaftskameraden Andreas Reinke und Matthias Stammann mit 1:2. Da Dresden im Europapokal der Landesmeister vertreten war, durfte der erst 18-jährige Angreifer mit seiner Mannschaft in der 1. Runde des Europapokals der Pokalsieger antreten, wo man nach einem 0:0 und einem 0:2 gegen Austria Wien ausschied. Nach der deutschen Wiedervereinigung zog es Baumgart nach Niedersachsen zur SpVg Aurich. Vereinsverantwortliche um Trainer Rüdiger Lange hatten ursprünglich seinen Mitspieler Steffen Benthin beobachten wollen, entschieden sich aber dann für eine Verpflichtung Baumgarts. Mit den Ostfriesen erreichte der Angreifer in den Saisons 1991/92, 1992/93 und 1993/94 ungefährdete Mittelfeldplätze.
Der Mittelstürmer begann dann im Jahr 1994 seine Profikarriere bei Hansa Rostock, wohin er für eine Ablösezahlung der Rostocker in Höhe von 50.000 DM wechselte. Ausschlaggebend dafür war Trainer Frank Pagelsdorf. Baumgart war ihm durch Spiele gegen Hannover 96 II, wo Pagelsdorf Spielertrainer war, im Gedächtnis geblieben. Ursprünglich sollte Baumgart zu Union Berlin wechseln, doch der Verein erhielt keine Lizenz für die 2. Bundesliga, woraufhin Pagelsdorf nach Rostock ging und Baumgart ihm folgte. Insgesamt spielte Baumgart mit einer Unterbrechung (1998/99 beim VfL Wolfsburg) sechs Jahre beim F.C. Hansa und erzielte 35 Tore; sein erstes gleich beim Debüt gegen den Zweitligakonkurrenten Hertha BSC, als er nach Verletzungen von Olaf Bodden und Sławomir Chałaśkiewicz in die Startelf rückte. Im Jahre 2002 ging er schließlich doch noch zum 1. FC Union Berlin, für den er zwei Jahre spielte und dessen Mannschaftskapitän er wurde. Mit den Eisernen stieg der Stürmer in der Saison 2003/04 als Tabellenvorletzter aus der 2. Bundesliga ab.
Nach dem Abstieg blieb Baumgart Zweitligaspieler und wechselte ablösefrei zu Energie Cottbus. Mit der Mannschaft sicherte er in seiner ersten Saison den Klassenerhalt und stieg in der Folgesaison mit den Lausitzern in die Bundesliga auf. In der ersten Saison nach dem Aufstieg hielt er mit Energie Cottbus die Klasse. Anfang Januar 2008 wurde Baumgarts zum Saisonende auslaufender Vertrag aufgelöst, wenige Tage später verpflichtete ihn der Regionalligist 1. FC Magdeburg. Der FCM hoffte, mit dem routinierten Profi noch die Qualifikation zur neuen 3. Liga zu erreichen. Da die Qualifikation verpasst wurde und die anschließenden Vertragsverhandlungen zu keiner Einigung führten, wechselte Baumgart zum SV Germania 90 Schöneiche. In der Saison 2010/11 spielte Baumgart für den SV Woltersdorf in der Landesklasse Ost in Brandenburg und beendete anschließend seine Spielerlaufbahn.
In 225 Bundesliga-Spielen erzielte Baumgart 29 Treffer. In der 2. Bundesliga spielte er insgesamt 142-mal und schoss dabei 36 Tore.

## Karriere als Trainer

### 1. FC Magdeburg
Ende März 2009 wurde Baumgart als neuer Cheftrainer des 1. FC Magdeburg vorgestellt, nachdem unter Vorgänger Paul Linz das angestrebte Saisonziel des FCM, der Aufstieg aus der Regionalliga Nord in die 3. Liga, aufgrund eines zu großen Abstandes auf Spitzenreiter Holstein Kiel in weite Ferne gerückt war. Er erhielt zunächst einen Vertrag bis zum Ende der Saison 2008/09. Obwohl sich der Abstand auf den späteren Aufsteiger Kiel bis auf 14 Punkte vergrößerte und Magdeburg am Ende auf dem 4. Platz landete, wurde sein Vertrag um ein Jahr für die Saison 2009/10 verlängert. Seinen ersten Erfolg als Trainer errang Baumgart mit dem Landespokalsieg 2009 durch ein 1:0 im Finale gegen den Halleschen FC. Am 23. März 2010 wurde er nach einer Reihe von Niederlagen beurlaubt.

### Co-Trainer in Rostock
Ab Januar 2012 war Baumgart unter Wolfgang Wolf und dessen Nachfolger Marc Fascher Co-Trainer bei Hansa Rostock. Trotz des Abstiegs mit Hansa am Ende der Saison 2011/12 in die 3. Liga, entschied sich Baumgart für einen weiteren Einjahresvertrag in Rostock. Zum Ende der Saison 2012/13 wurde jedoch nach einem erneuten Trainerwechsel der Trainerstab verkleinert und damit auch der Vertrag von Baumgart nicht verlängert.

### SSV Köpenick-Oberspree und Berliner AK
Ab dem Jahre 2014 trainierte Baumgart den abstiegsbedrohten Berliner Bezirksligisten SSV Köpenick-Oberspree. Nachdem Baumgart den Abstieg nicht verhindern gekonnt hatte und auch in der darauf folgenden Saison der sofortige Wiederaufstieg nicht gelungen war, endete seine dortige Tätigkeit nach eineinhalb Jahren. Anschließend wurde er im Juli 2015 Trainer des Regionalligisten Berliner AK 07, mit dem er am Saisonende in der Regionalliga Nordost den zweiten Platz belegte, nur durch eine Differenz von einem Tor vom Staffelsieger FSV Zwickau getrennt. Am 31. August 2016 gab der Verein die einvernehmliche Trennung von Steffen Baumgart bekannt.

### SC Paderborn 07
Mitte April 2017 wurde Baumgart als neuer Trainer des Drittligisten SC Paderborn 07 präsentiert. In den verbleibenden fünf Spielen der Saison 2016/17 holte Baumgart mit Paderborn 11 Punkte, konnte den sportlichen Abstieg in die Regionalliga West jedoch nicht verhindern. Trotz Abstieg verlängerte Baumgart seine Vertragslaufzeit bis Mitte 2018. Da der TSV 1860 München als Zweitliga-Absteiger die Voraussetzungen für die Drittliga-Zulassung nicht erfüllte, blieb der SC Paderborn 07 schließlich doch in der 3. Liga.
In der Saison 2017/18 erreichte Baumgart mit dem SC Paderborn 07 den 2. Platz und damit den direkten Aufstieg in die 2. Bundesliga. In dieser Saison erzielte der SC Paderborn 07 mit 90 Toren einen Rekord in der 3. Liga. Baumgarts Vertragslaufzeit wurde im Januar 2018 bis Ende Juni 2020 verlängert. In den Jahren 2017 und 2018 gewann Baumgart mit dem SC Paderborn den Westfalenpokal.
In der Saison 2018/19 gelang auf dem 2. Platz der Durchmarsch in die Bundesliga. Kurz vor Beginn der Saison 2019/20 wurde Baumgarts Vertragslaufzeit bis 2021 verlängert. Am 2. Spieltag der Bundesligasaison 2019/20 sah Baumgart als erster Vereinsoffizieller in der Bundesliga nach Neueinführung der Regelung eine gelbe Karte. Der SC Paderborn 07 stieg als Tabellenletzter jedoch wieder in die 2. Bundesliga ab.

### 1. FC Köln
Zur Saison 2021/22 übernahm Baumgart als Nachfolger von Friedhelm Funkel den Erstligisten 1. FC Köln, bei dem er einen bis zum 30. Juni 2023 laufenden Vertrag unterschrieb. Durch Erreichen des siebten Tabellenplatzes qualifizierten sich die Kölner für die Play-offs zur UEFA Europa Conference League, welche sie souverän gewannen und in die Gruppenphase einzogen. Die Saison 2022/23 wurde im gesicherten Mittelfeld auf dem elften Platz beendet. Im April 2023 hatten sich Baumgart und die Vereinsführung auf eine Verlängerung des ursprünglich zum 30. Juni 2024 auslaufenden Vertrages bis zum 30. Juni 2025 geeinigt. Nach zuletzt drei sieglosen Partien und insgesamt 10 Punkten aus 16 Spielen in der Bundesliga gab der abstiegsbedrohte Verein am 21. Dezember 2023 die einvernehmliche Trennung von Baumgart zum Jahresende bekannt.

### Hamburger SV
Mitte Februar 2024 übernahm Baumgart das Traineramt des Hamburger SV als Nachfolger von Tim Walter. Der HSV war seit dem Abstieg 2018 fünfmal am Wiederaufstieg in die Bundesliga gescheitert und stand nach dem 22. Spieltag der Saison 2023/24 mit 38 Punkten auf dem 3. Platz, wobei der erste direkte Aufstiegsplatz vier Punkte entfernt war. Im weiteren Saisonverlauf rutschte der HSV auf Platz 4 ab und beendete dort die Saison mit fünf Punkten Rückstand auf den Relegationsplatz. Nach 20 Punkten aus den ersten 13 Spielen der Saison 2024/25 wurde Baumgart Ende November 2024 freigestellt. Der HSV stand zu diesem Zeitpunkt auf dem 8. Platz und hatte drei Punkte Rückstand auf einen direkten Aufstiegsplatz und aus seinen letzten vier Spielen zwei Punkte geholt.

### 1. FC Union Berlin
Anfang Januar 2025 wurde Baumgart mit dem Beginn der Wintervorbereitung Cheftrainer des Bundesligisten 1. FC Union Berlin, für den er bereits von 2002 bis 2004 als Spieler aktiv war. Baumgart folgte auf Bo Svensson und arbeitet dort mit Sportdirektor Horst Heldt, der ihn 2021 zum 1. FC Köln geholt hatte, aber noch vor dessen Amtsantritt entlassen worden war. Die Berliner standen nach dem 15. Spieltag mit 17 Punkten auf dem 12. Platz und hatten sechs Punkte Vorsprung auf den Relegationsplatz. Die Saison 2024/25 beendete man nach zwei Auftaktniederlagen unter Baumgart zum Hinrundenende und einer soliden Rückrunde (9. Platz in der Rückrundentabelle) mit 40 Punkten auf dem 13. Platz, wobei der Klassenerhalt bereits am 30. Spieltag erreicht wurde.

## Erfolge

### Als Spieler
- Aufstieg in die Bundesliga (2): 1995 (Hansa Rostock), 2006 (Energie Cottbus)
  - als Meister der 2. Bundesliga: 1995

### Als Trainer
- Aufstieg in die Bundesliga: 2019 (SC Paderborn 07)
- Aufstieg in die 2. Bundesliga: 2018 (SC Paderborn 07)
- Westfalenpokalsieger (2): 2017, 2018 (beide SC Paderborn 07)
- Sachsen-Anhalt-Pokalsieger: 2009 (1. FC Magdeburg)

## Trivia
Hans-Peter Finkbeiner, Mitbegründer der Modemarke Camp David, lieh Baumgart das Geld für dessen Trainerausbildung in der Sportschule Hennef. Finkbeiner glaubte an Baumgarts Fähigkeiten und äußerte diesem gegenüber, er solle „dem Fußball erhalten bleiben“. Darüber hinaus ermöglichte es der Unternehmer seinem Freund, das Haus, das dieser zusammen mit seiner Frau in Berlin bewohnte, zu halten. Für den Satz „Ein Spiel ist erst zu Ende, wenn der Schiedsrichter pfeift und ich nicht mehr brülle“ wurde Baumgart 2021 von der Deutschen Akademie für Fußball-Kultur mit dem „Fußballspruch des Jahres“ ausgezeichnet.
Baumgart fällt abgesehen von seiner „explosiven“ Art an der Seitenlinie auch immer wieder durch einprägsame Markenzeichen auf. So hatte er in seiner Zeit beim SC Paderborn 07 stets ein Plastik-Kaffeestäbchen im Mund, was ihn eigenen Aussagen zufolge beruhigte. Bei den Ostwestfalen begann er auch, regelmäßig eine Baseballcap zu tragen, welche er nach seinem Wechsel nach Köln gegen eine Schiebermütze eintauschte. Während viele andere Trainer ihre Initialen auf der von ihren Vereinen gestellten Kleidung tragen, ziert Baumgarts Garderobe stets die Zahl 72, die für sein Geburtsjahr steht.
Der Mecklenburger äußert sich häufiger zu Modeerscheinungen im modernen Fußball. So sagte er gegenüber dem Magazin 11 Freunde, das ihn als einen „echten Typen des Fußballs“ bezeichnete, beispielsweise in einem Interview „Fußballer sind keine Trendsetter und auch keine Mode-Ikonen, sondern immer noch Leute, die deshalb in der Öffentlichkeit stehen, weil sie Bock haben, gepflegt gegen eine Pille zu treten.“ Baumgart führte weiter aus „[...] aber das ganze Drumherum mit den Haaren, den bunten Schühchen, den Aktionen in den Sozialen Netzwerken, rappende Fußballer, sorgt dafür, dass einige vergessen, dass immer noch das Kollektiv über allem steht.“ und appellierte so an den von ihm stets an seine Mannschaften vermittelten Teamgeist. Er wolle, so Baumgart, „keine Ich-AGs“ und sagte weiter „Ein Spieler, der glänzt, tut dies nur, weil es ihm die Mannschaft ermöglicht.“ Baumgart nannte von ihm trainierte Spieler wie Sebastian Schonlau, Jonas Hector, Leopold Zingerle oder Sven Michel als Positivbeispiele und sprach sich auch gegen „[...] dieses Getue beim Torjubel“ aus, denn „Ein echter Profi führt keine Tänzchen auf, der hält nach einem Tor kurz den Finger in die Luft, schickt ein Küsschen Richtung Tribüne und läuft zum Anstoßkreis.“
Baumgart ist Mitglied und Fan des 1. FC Union Berlin und seit seiner frühen Kindheit auch Fan des Hamburger SV.
Seit 2022 ist er als „Vertreter 1. Bundesliga“ im Bundesvorstand des Bund Deutscher Fußball-Lehrer (BDFL).

## Soziales Engagement
Neben seiner Trainertätigkeit engagiert sich Baumgart auch außerhalb des Fußballplatzes bei verschiedenen sozialen Aktionen. Seit März 2020 ist er Pate des Gymnasiums Theodorianum im Projekt Schule ohne Rassismus – Schule mit Courage. Sein Engagement begründet er damit, dass „wir […] in einem sehr toleranten Land [leben], [was] […] wir im Sport immer wieder [zeigen]. Im Fußball verbinden sich viele Nationen, Hautfarben und Religionen: Gerade auch deshalb sollten wir uns gegen jede Art von Rassismus wehren und Zivilcourage gegen Einzelne zeigen!“ In einer entsprechenden Presseerklärung des SC Paderborn heißt es dazu: „Tolerantes Verhalten im Sport und auch im gesellschaftlichen Leben sind wichtige Leitsätze seines Handelns. Durch ein couragiertes und kooperatives Engagement tritt Baumgart allen rassistischen Tendenzen entgegen.“